# Tarachodia
Tarachodia là một chi bọ cánh cứng trong họ Chrysomelidae.
Chi này được miêu tả khoa học năm 1902 bởi Weise.

## Các loài
Chi này gồm các loài:
- Tarachodia geniculata (Weise, 1902)